# Олів (Нью-Йорк)
Олів (англ. Olive) — місто (англ. town) в США, в окрузі Ольстер штату Нью-Йорк. Населення — 4226 осіб (2020).

## Демографія
Згідно з переписом 2010 року, у місті мешкало 4419 осіб у 1960 домогосподарствах у складі 1240 родин. Було 2498 помешкань
Расовий склад населення:
| - 94,0 % — білих - 1,3 % — азіатів - 1,2 % — чорних або афроамериканців - 0,1 % — корінних американців - 1,0 % — осіб інших рас |

До двох чи більше рас належало 2,3 %. Частка іспаномовних становила 3,1 % від усіх жителів.
За віковим діапазоном населення розподілялося таким чином: 18,4 % — особи молодші 18 років, 63,5 % — особи у віці 18—64 років, 18,1 % — особи у віці 65 років та старші. Медіана віку мешканця становила 48,9 року. На 100 осіб жіночої статі у місті припадало 99,6 чоловіків;  на 100 жінок у віці від 18 років та старших — 99,3 чоловіків також старших 18 років.
Середній дохід на одне домашнє господарство  становив 73 434 долари США (медіана — 64 352), а середній дохід на одну сім'ю — 89 579 доларів (медіана — 68 125). Медіана доходів становила 51 351 долар для чоловіків та 37 992 долари для жінок. За межею бідності перебувало 8,0 % осіб, у тому числі 8,3 % дітей у віці до 18 років та 7,2 % осіб у віці 65 років та старших.
Цивільне працевлаштоване населення становило 2235 осіб. Основні галузі зайнятості: освіта, охорона здоров'я та соціальна допомога — 27,2 %, роздрібна торгівля — 10,5 %, мистецтво, розваги та відпочинок — 10,5 %.